# Horst Manfred Adloff
Horst Manfred Adloff (* 22. Januar 1927 in Düsseldorf; † 1. Januar 1989) war ein deutscher Schauspieler, Drehbuchautor, Filmregisseur und Filmproduzent.

## Leben
Adloff studierte Architektur und betätigte sich als Bildhauer, Industriedesigner und Schaumstofffabrikant. Er verkaufte seine Bielefelder Kunststofffirma und gründete eine Filmproduktionsfirma. Sein erster Film, der gut 15-minütige Kurzfilm Die Wechsler im Tempel, erregte großes Aufsehen, weil er zunächst von der FSK wegen antiklerikaler Tendenzen verboten wurde, aber in Filmclubs und schließlich auch im Fernsehen zu sehen war.
Er wurde in den späten 1960er Jahren insbesondere als Produzent der Filme Es (1966), Die goldene Pille (1968) und Der verlogene Akt (1969) bekannt.

## Filmografie
- 1963: Der Buchbinder Wanninger (Kurz-Spielfilm, Regie)
- 1966: Die Wechsler im Tempel (Kurzfilm, Produzent)
- 1966: Es (Darsteller, Produzent)
- 1966: Der Brief (Darsteller)
- 1967: Wilder Reiter GmbH (Produzent)
- 1968: Die goldene Pille (Regie, Produzent)
- 1969: Der verlogene Akt (Produzent)
- 1971: Ketzer (Regie, Produzent)
- 1972: Gelobt sei, was hart macht (Produzent)